# Tram van Karlsruhe
De tram van Karlsruhe is samen met de Stadtbahn het belangrijkste vervoermiddel in het openbaar vervoer van de Duitse stad Karlsruhe. Het normaalsporige net met een lengte van 76,7 kilometer wordt door de Verkehrsbetriebe Karlsruhe (VBK) geëxploiteerd. De eerste paardentrams reden al 1877, elektrische trams vanaf 1900. Op 18 april 1958 werd de Albtalbahn (een lokaalspoorweg) aangesloten op het tramnet, waarmee het begin werd gelegd van het Karlsruher Model.

## Netwerk
Het totale netwerk bestaat (in 2022) uit 6 tramlijnen: te weten 1-5 plus de spitslijn 8. Daarnaast rijden lijnen 16-18 scholierenvervoer, maar deze zijn niet openbaar toegankelijk.

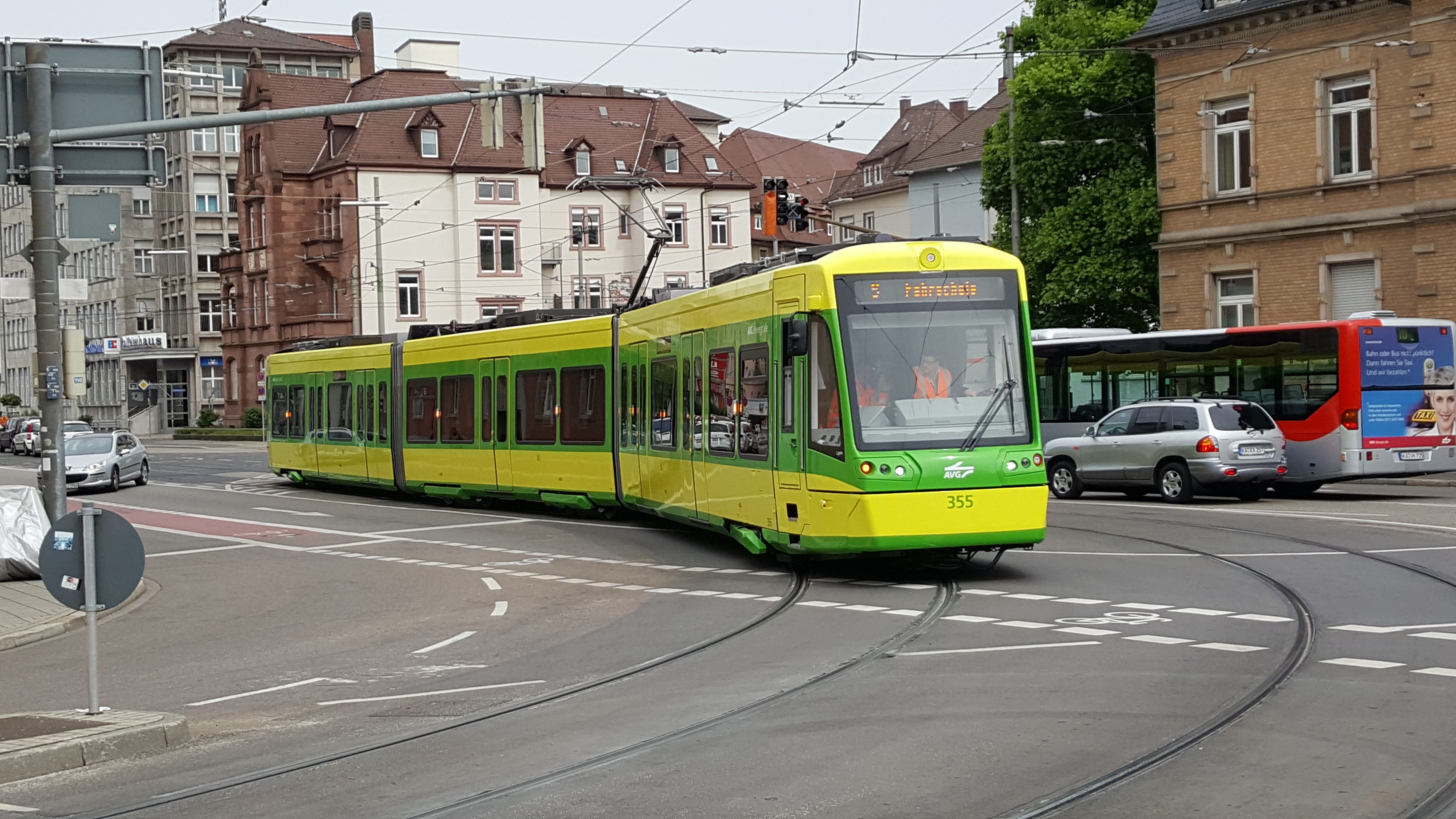
Een Citylink tram in historische kleuren.

## Materieel
In Karslruhe was het gebruikelijk elk nieuw tramtype een naam te geven met onder andere het aantal assen erin verwerkt. Het nieuwste type heeft echter het jaar van bestelling (2012) in de naam. Peildatum is januari 2022:

### Huidig
- GT6-70D/N Tussen 1995 en 2005 werden door Duewag/Siemens 45 lagevloertrams van het type GT6-70D/N geleverd. Er zijn er nog 44 van in dienst.
- GT8-70D/N Tussen 1999 en 2003 werden door Duewag/Siemens Mobility 25 lagevloertrams van type van de GT8-70D/N geveleverd. Dit is een verlengde versie van de GT6-70D/N. Ze zijn nog allemaal in dienst.
- NET 2012 Van 2014 tot 2017 werden bij Vossloh 35 lagevloertrams van het type Citylink Net 2012 geleverd. Ze zijn nog allemaal in dienst.